# M8 Greyhound
M8 Greyhound (ang. chart) – amerykański samochód pancerny z okresu II wojny światowej.

## Historia
Prace projektowe rozpoczęto w 1941 roku, ale do produkcji M8 wszedł dopiero w 1943 i produkowany był do końca wojny – łącznie w ilości ponad 11 tysięcy egzemplarzy. M8 powstał na bazie jednego z trzech prototypów będących odpowiedzią na wymagania przedstawione przez amerykańskie dowództwo niszczycieli czołgów (Tank Destroyer Command). Swoje prototypy przedstawiły firmy Ford - GMC (Gun Motor Carriage) T22, Chrysler GMC T23 i Studebaker GMC T43. Gdy się okazało, że główne uzbrojenie tych pojazdów, armata 37 mm, nie była bronią, która mogła skutecznie zagrozić współczesnym im czołgom, przeklasyfikowane je na prototypy samochodów pancernych T21, T22 i T23. Po przeprowadzonych badaniach i próbach wybrano pojazd Forda oznaczony T22. Do produkcji seryjnej został przyjęty model T22E2. Był to kolejny prototyp posiadający modyfikacje wynikające z prób.

## Konstrukcja
Sześciokołowy samochód pancerny z zawieszeniem na resorach piórowych ze spawanym pancerzem kadłuba, ale odlewaną, otwartą od góry wieżą.  Wczesne modele nie miały opancerzonej podłogi, w późniejszych modelach stalowy zbiornik na paliwo zastąpiono zbiornikiem gumowym. Silnik chłodzony był dwoma wentylatorami z wylotem powietrza skierowanym do tyłu, co sprawiało, że samochód był bardzo cichy i mógł niespostrzeżenie podejść do przeciwnika na bardzo małą odległość.

## Zastosowanie bojowe

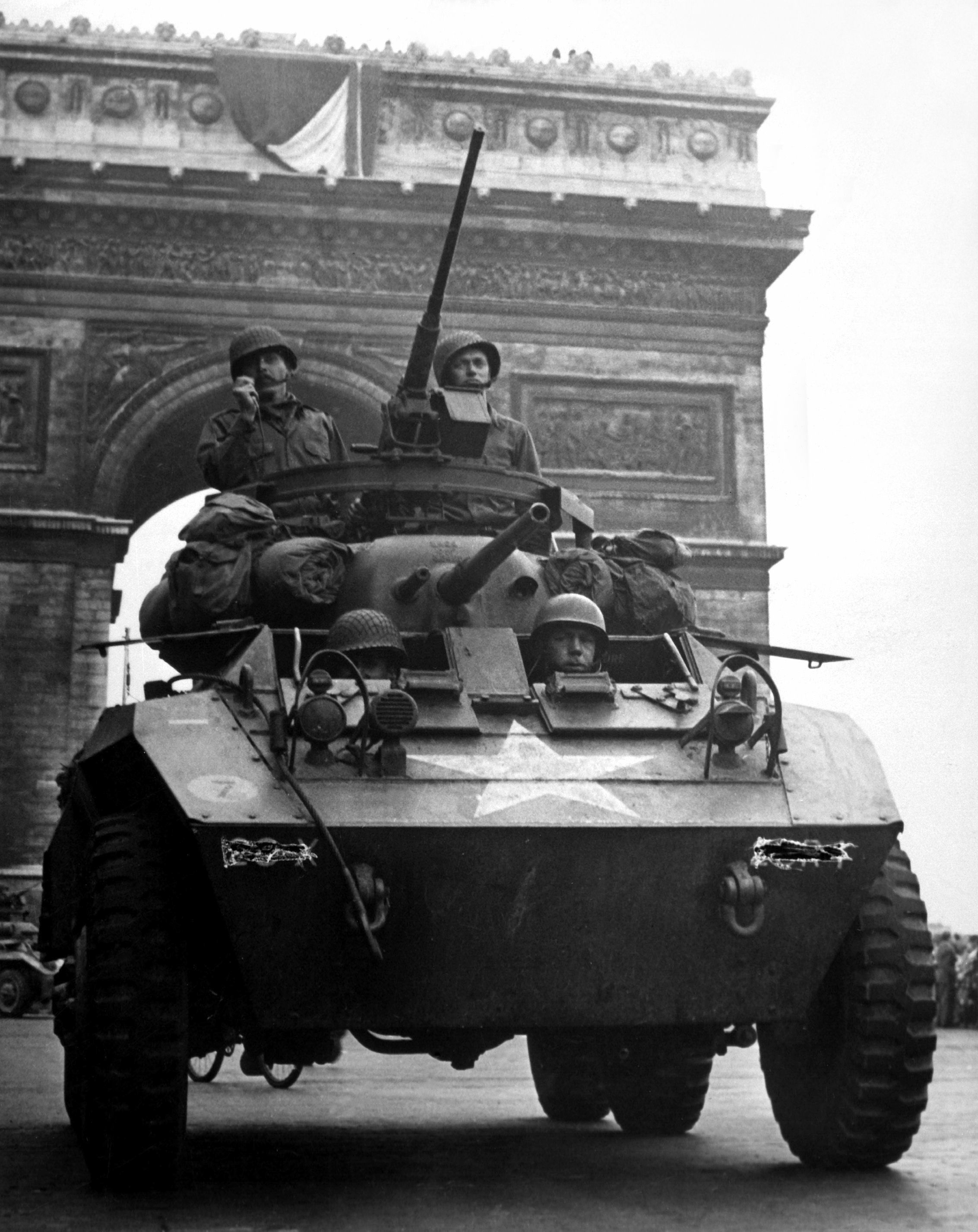
M8 Greyhound pod Łukiem Triumfalnym w Paryżu w 1944 r.

Debiutowały bojowo w 1943 na froncie włoskim, ale nie były zbyt popularne wśród amerykańskich wojsk walczących w Europie, które wolały pojazdy gąsienicowe (np. czołgi lekkie M3/M5 Stuart lub M24 Chaffee). Większość M8 wzięło udział w walkach na dalekowschodnim teatrze działań wojennych (m.in. na Filipinach, czy na Okinawie).
Popularna nazwa „Greyhound” została mu nadana w armii brytyjskiej, która była jednym z użytkowników tego samochodu. W służbie brytyjskiej był on lubiany i chwalony za niezawodność. Używano go głównie do zadań rozpoznawczych. Pojazdy był również używane przez wojska francuskie. „Greyhoundy” były eksploatowane również w Polskich Siłach Zbrojnych na Zachodzie. Nie był to jednak sprzęt typowy. Nieustalona liczba tych samochodów była używa w 12 Pułku Ułanów Podolskich. 
Po II wojnie światowej eksportowany był do wielu krajów trzeciego świata (szczególnie do Afryki i Ameryki Południowej), gdzie służyły jeszcze w latach osiemdziesiątych.

## Wersje

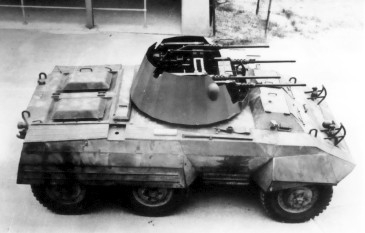
GMC T69

- M20 Armored Utility Car  - pojazd bazujący na podwoziu M8 pozbawionym wieży z obrotową podstawą do wkm-u kalibru 12,7 mm znany też jako M20 Scout Car.
- GMC T69 wersja przeciwlotnicza z wieżą z 4 sprzężonymi wkm-ami 12,7 mm. Model nie był produkowany seryjnie.